# Bernadette Sohoudji Agbossou
Bernadette Sohoudji Agbossou, morte le 10 janvier 2011 au Bénin, est une femme politique béninoise et ancienne membre du gouvernement du président Thomas Yayi Boni. Son nom est quelquefois orthographié « Sohoundji ».

## Biographie
Bernadette Sohoudji Agbossou est ministre de l'Enseignement secondaire et de la Formation technique et professionnelle de janvier 2007 à octobre 2008 sous la présidence de Thomas Yayi Boni,. Elle a enseigné à École nationale d'administration et de magistrature d'Abomey-Calavi[réf. souhaitée].
En 2010, elle devient directrice générale du Conseil national des chargeurs du Bénin (Cncb),.
Elle meurt le 10 janvier 2011 lors d'une attaque à main armée alors qu'elle se rendait en voiture dans l'ouest du pays,.

## Hommage
Trois ans après son décès, un lycée technique agricole situé à Adjahonmè (arrondissement de Klouékanmè) est nommé en son honneur.

## Notes et références

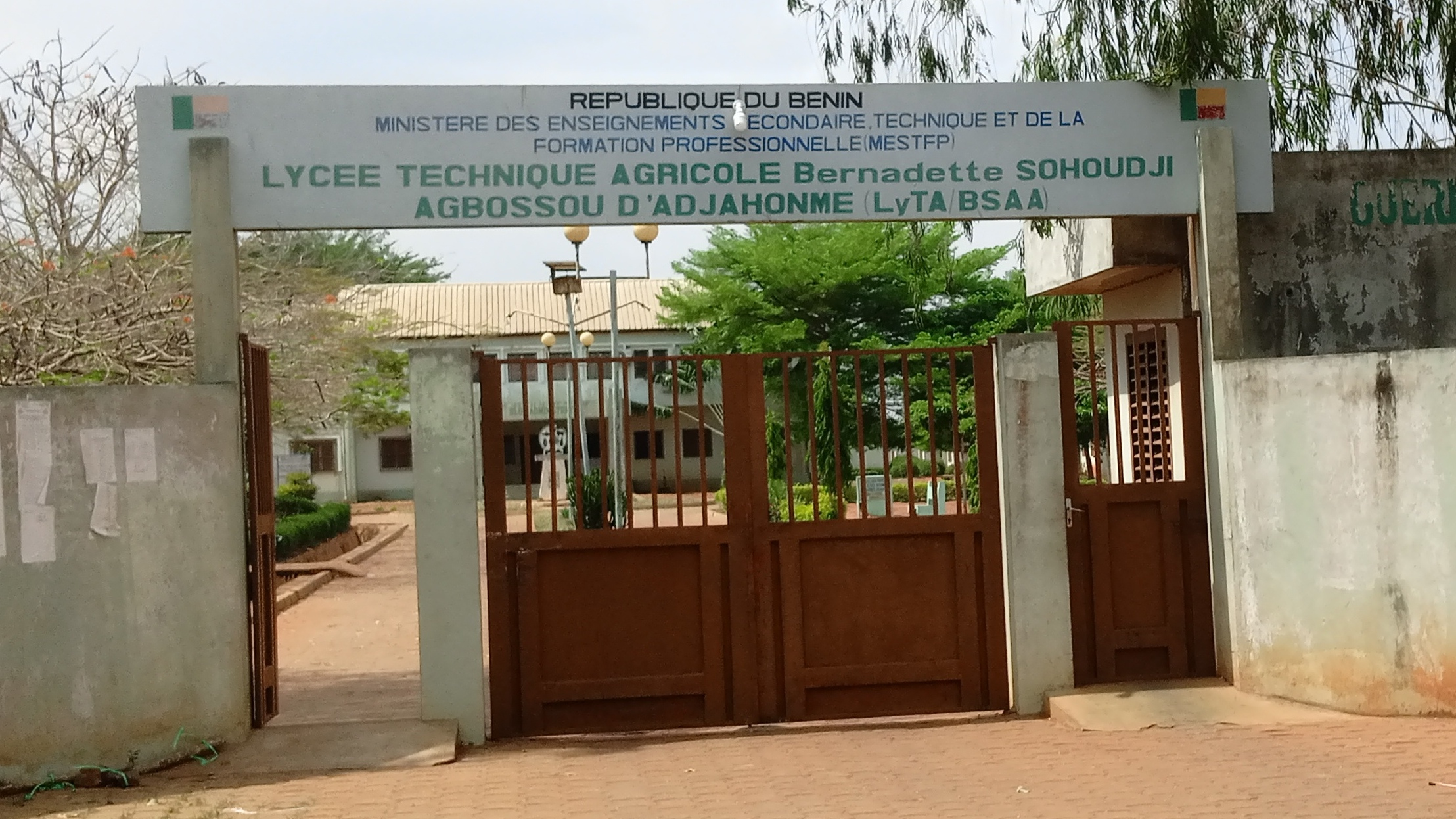
Entrée du lycée technique agricole Bernadette Sohoundji Agossou d'Adjahonmè